# كلوريد الألومنيوم
كلوريد الألومنيوم هو مركب كيميائي له الصيغة {\displaystyle {\ce {AlCl3}}}، ويتواجد على شكلين، إما خالي من الماء (شكل لامائي)، أو مرتبط مع ست جزيئات من الماء؛ سداسي هيدرات كلوريد الألومنيوم {\displaystyle {\ce {AlCl3}}}-{\displaystyle {\ce {6H2O}}}. يعد كلوريد الألومنيوم من أحماض لويس القوية.

## كلوريد الألومنيوم اللامائي

### الخواص
يكون كلوريد الألومنيوم اللامائي في شكله النقي على شكل بلورات عديمة اللون، إلا أنها تصبح صفراء بوجود آثار من كلوريد الحديد، وتتميز هذه البلورات أنها شغوفة للرطوبة بحيث أنها تدخن بوجود هواء رطب.
يتفاعل كلوريد الألومنيوم اللامائي بشكل عنيف مع الماء، حيث يتشكل لدينا محلول من كلوريد الألومنيوم المائي سداسي هيدرات كلوريد الألومنيوم، والذي بدوره يتحلمه إلى هيدروكسيد الألومنيوم الذي يترسب من المحلول.
لا يمكننا الحصول مرة أخرى على كلوريد الألومنيوم اللامائي بإجراء عملية تبخير للمحلول المائي، لأن عملية الحلمهة مفضلة في هذه الحالة حيث يتحرر كلوريد الهيدروجين مع ترسب هيدروكسيد الألومنيوم.
يمكن التخلص من ترسب هيدروكسيد الألومنيوم في محاليل كلوريد الألومنيوم المائية بإضافة زيادة من حمض كلور الماء.
ينحل كلوريد الألومنيوم اللامائي بالإيثانول وثنائي إيثيل الإيثر.
محاليل كلوريد الألومنيوم المائية ناقلة للتيار الكهربائي، إلا أن مصهوره غير ناقل له بسبب تشكل جزيئات ديمير عازلة للتيار الكهربائي.

### التحضير
يحضر كلوريد الألومنيوم اللامائي من تسخين معدن الألومنيوم في تيار جاف من غاز الكلور أو كلوريد الهيدروجين

### الاستخدامات
للمركب عدد من التطبيقات منها:
- بما أن كلوريد الألومنيوم اللامائي حمض لويس قوي، لذلك يشكل نواتج ضم (adducts) مع العديد من الأسس العضوية واللاعضوية، لذلك يعتمد على فعله الحفزي في الكثير من تفاعلات التحضير العضوية، مثل تفاعل فريدل كرافتس لتحضير البنزوفينون، وفي العديد من العمليات التقنية، مثل البلمرة والتكسير الحفزي للزيوت المعدنية.
- يستخدم لتحضير مركبات الألومنيوم الأخرى.
- محاليله المائية تستخدم للتعويم
- يستخدم في مستحضرات التجميل كمادة مزيلة للعرق.
- يستخدم في الصناعة كمادة كاشطة.

## سداسي هيدرات كلوريد الألومنيوم

### الخواص
يكون على شكل بلورات عديمة اللون، وتتسيل بسهولة. ينحل بشكل جيد في الماء، وتفاعلاته فيه حمضية، كما ينحل بشكل جيد أيضاً بالإيثانول.

## التحضير
يحضر سداسي هيدرات كلوريد الألومنيوم من تفاعل الألومنيوم مع كلوريد الهيدروجين بوجود الماء، حيث يتم الحصول على البلورات بتسخين المحلول الحمضي.

## الاستخدامات
يستخدم سداسي هيدرات كلوريد الألومنيوم في معالجة المياه (التعويم)، كما يستعمل بشكل واسع في مجال التحفيز في تفاعل فريدل-كرافتس.